# Elig
Elig fue una marca española de motocicletas, fabricadas en Elche (Alicante) por Francisco Candela Mas entre 1953 y 1966.
Las motocicletas se fabricaban en el número 39 de la calle Marqués de Asprillas de Elche, con el conocido motor Hispano Villiers, y estéticamente estaban muy conseguidas.